# منازل القادري (الشعر)

تعديل مصدري - تعديل

منازل القادري محلة تابعة لقرية التبنيت، التابعة لعزلة الوسط بمديرية الشعر إحدى مديريات محافظة إب في الجمهورية اليمنية، بلغ تعداد سكانها 31 حسب تعداد اليمن لعام 2004.